# Zostérops de Sangihe
Zosterops nehrkorni
Espèce
Statut de conservation UICN

 CR B1ab(ii,iii,v);C2a(i,ii);D : 
En danger critique
Le Zostérops de Sangihe (Zosterops nehrkorni) est une espèce d'oiseau passereau de la famille des Zosteropidae endémique d'Indonésie.

## Répartition et habitat
Cet oiseau est endémique de Sangihe en Indonésie. On la trouve uniquement entre 750 et 1 000 m d'altitude. Elle vit dans les forêts de feuillus.